# Télévision Algérienne
Télévision Algérienne (arabiska: التلفزيون الجزائري) är ett algeriskt tv-bolag som är dotterbolag till Établissement public de télévision. Det var den första operatören nätverket i landet och grundades i mitten av 1950-talet under den franska kolonialtiden i Algeriet.